# Amiota bandai
Amiota bandai är en tvåvingeart som beskrevs av Chassagnard och Tsacas 1997. Amiota bandai ingår i släktet Amiota och familjen daggflugor.
Artens utbredningsområde är Malawi. Inga underarter finns listade i Catalogue of Life.